# Gävle tingsrätt
Gävle tingsrätt är en tingsrätt i Sverige med säte i Gävle. Tingsrättens domkrets omfattar kommunerna Gävle, Hofors, Ockelbo och Sandviken. Tingsrätten med dess domkrets ingår i domkretsen för hovrätten för Nedre Norrland.

## Administrativ historik
Vid tingsrättsreformen 1971 bildades denna tingsrätt i Gävle av Gävle rådhusrätt och häradsrätten för Gästriklands östra domsagas tingslag. Domkretsen bildades av staden och en del av tingslaget. 1971 omfattade domsagan Gävle kommun.
Tingsplats var och är Gävle. 1971–1993 hade tingsrätten sina lokaler på Gävle rådhus. Därefter var tingsrätten inhyst i gamla Hotell Baltics för att 2006 flytta till Lantmäterivägen där den huserar än idag.
Den 1 juli 1976 överfördes tingsrätten från Svea hovrätt till hovrätten för Nedre Norrland.
Den 26 april 2004 upphörde Sandvikens tingsrätt och ur dess domsaga övergick till Gävle tingsrätts domsaga Sandvikens, Hofors och Ockelbo kommuner.

## Lagmän
- 1971-1981: Sven Ståhl
- 1981-1994: Bo Frank
- 1994–2011: Karl-Axel Bladh
- 2011–2023: Anita Wallin Wiberg
- 2024-: Bengt-Olov Horn